# نلاس (سردشت)
نلاس شهری از توابع بخش ربط شهرستان سردشت در استان آذربایجان غربی ایران است. مردم این شهر به زبان کردی سورانی با لهجه مکریانی سخن می‌گویند و پیرو مذهب سنی شافعی هستند. این شهر قبلا در بخش وزینه قرار داشت که همزمان با ارتقا وزینه به شهرستان میرآباد ، به بخش ربط شهرستان سردشت پیوست.

## جمعیت
در سرشماری سال ۱۳۹۵، جمعیت شهر نلاس ۸٬۵۰۳ نفر در ۲۱۲۵ خانوار بوده‌است که از این تعداد ۴٬۳۶۰ نفر مرد و ۴٬۱۴۳ نفر زن بوده‌اند. نسبت جمعیت مردان به زنان در سال ۱۳۹۵، ۱۰۵ به ۱۰۰ است. با توجه به تغییرات جمعیتی حدفاصل سال‌های ۱۳۸۵ تا ۱۳۹۵، نرخ رشد جمعیت شهر ۳ درصد می‌باشد.

با توجه به گزارش مرکز آمار ایران، نلاس پس از شهرهای سردشت و ربط رتبه سوم جمعیت را در سطح شهرستان دارا می‌باشد و پس از آن نیز میرآباد در رتبه چهارم شهرهای شهرستان به لحاظ جمعیتی قرار دارد.

## زادگاه معلم فداکار
دلشاد ابوبکرزاده در ۱۶ مرداد ۱۴۰۳ به همراه دانش‌آموزان کلاس قرآن، در یک اردوی تفریحی در منطقه پل گومان در کنار رود زاب در شهر نلاس از توابع شهرستان سردشت شرکت کرد. او متوجه شد دانش‌آموزی در حال غرق شدن در رودخانه است. این معلم فداکار گرچه دانش‌آموز خود را از غرق شدن نجات داد ولی خود جان به جان آفرین تسلیم نمود.